# St. Walburga (Walberberg)

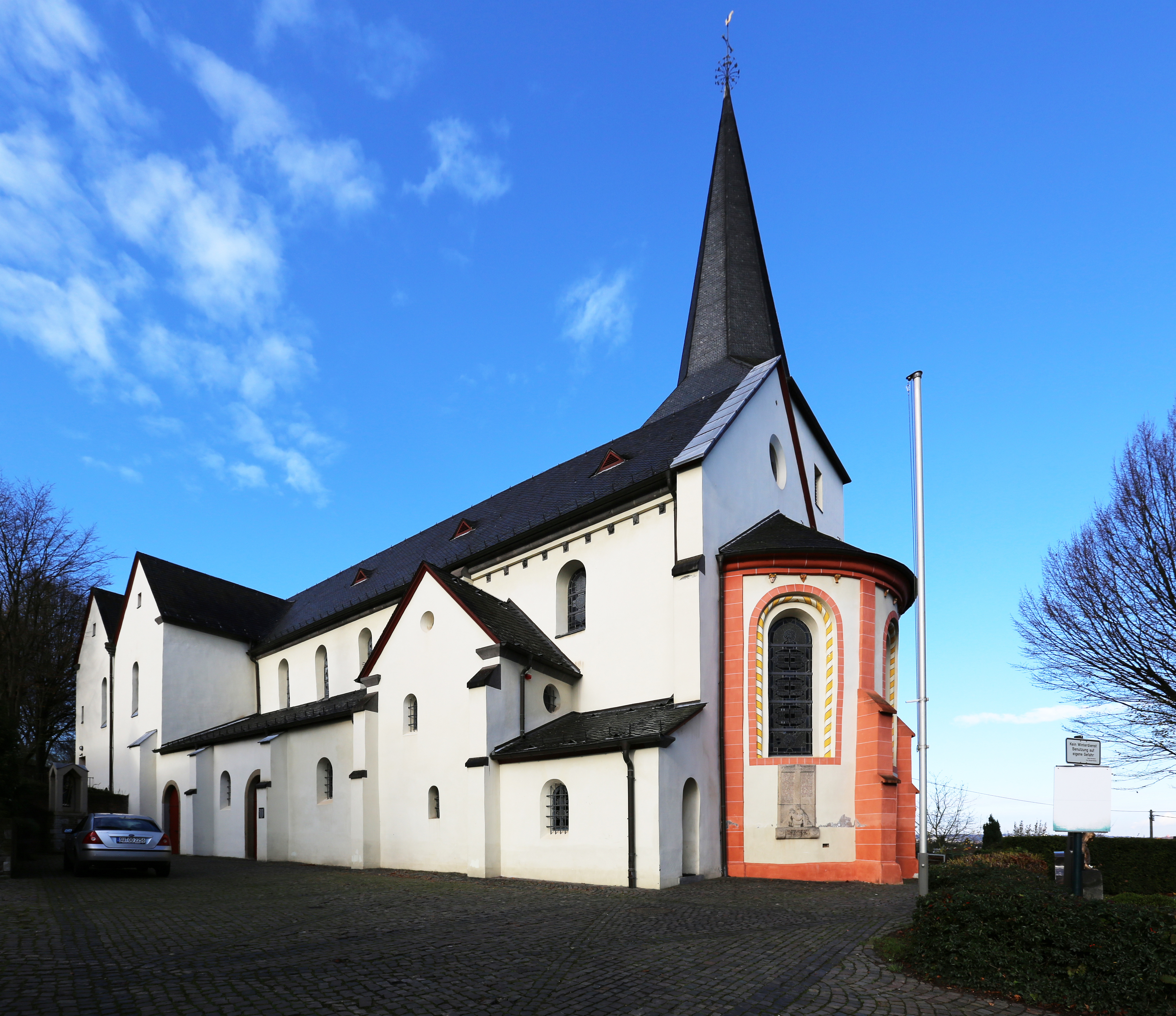
Kirche St. Walburga in Walberberg

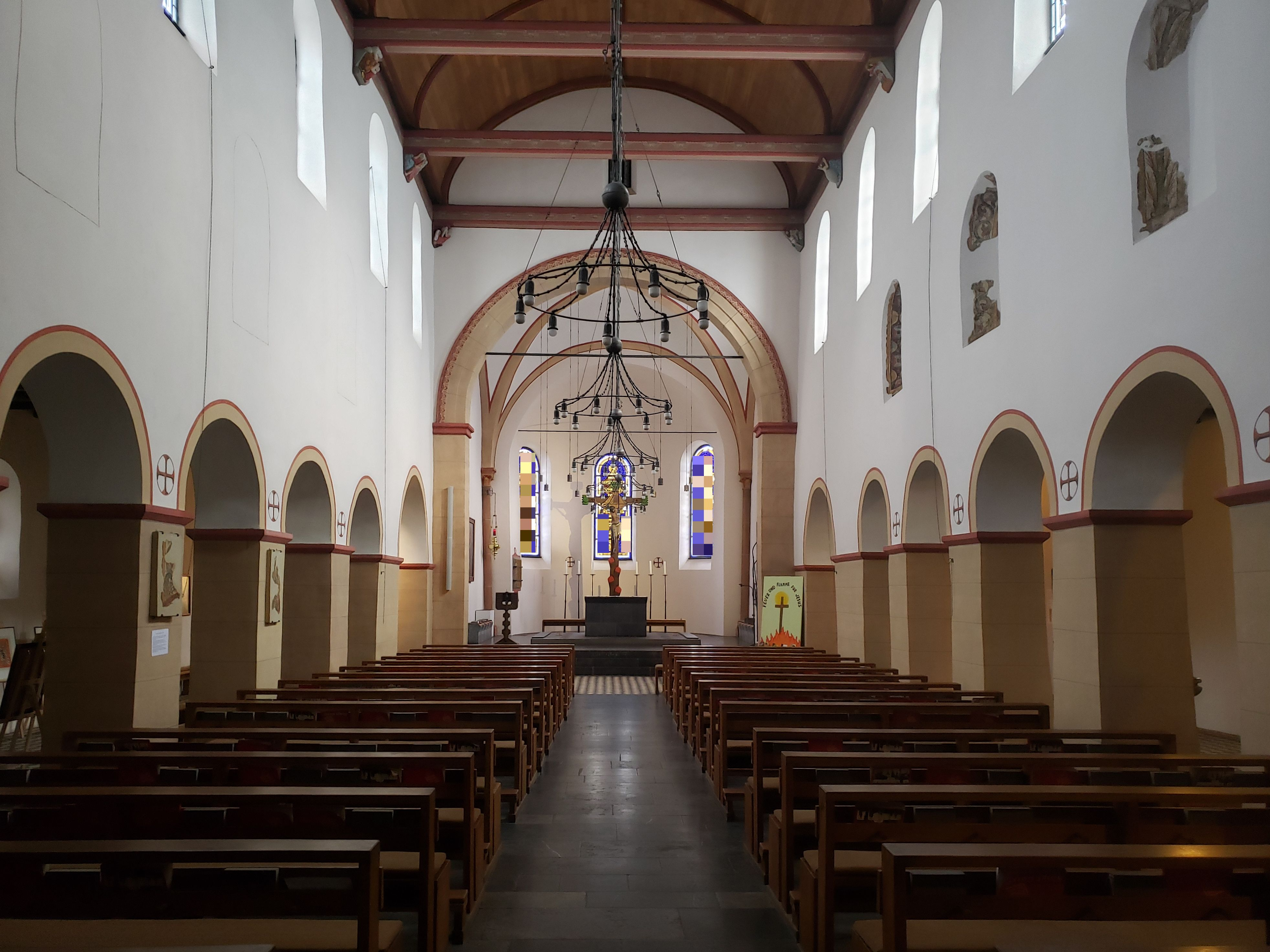
Blick durch das Langhaus Richtung Chor

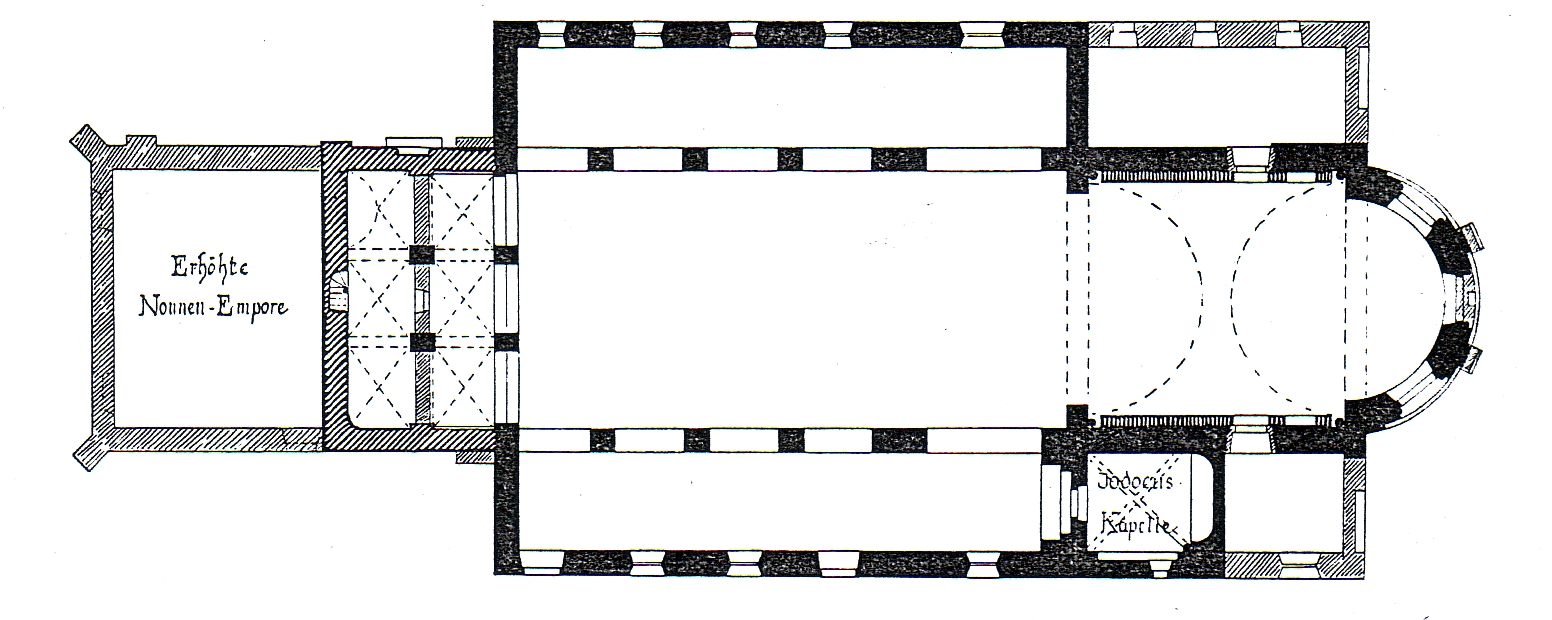
Grundriss 1905

Die St.-Walburga-Kirche, eine ehemalige Klosterkirche der Zisterzienserinnen, ist die römisch-katholische Pfarrkirche in Walberberg, einem Stadtteil von Bornheim im Rhein-Sieg-Kreis (Nordrhein-Westfalen). Die Pfarrgemeinde St. Walburga gehört zum Seelsorgebereich Bornheim Vorgebirge des Dekanates Bornheim im Erzbistum Köln.

## Geschichte und Architektur

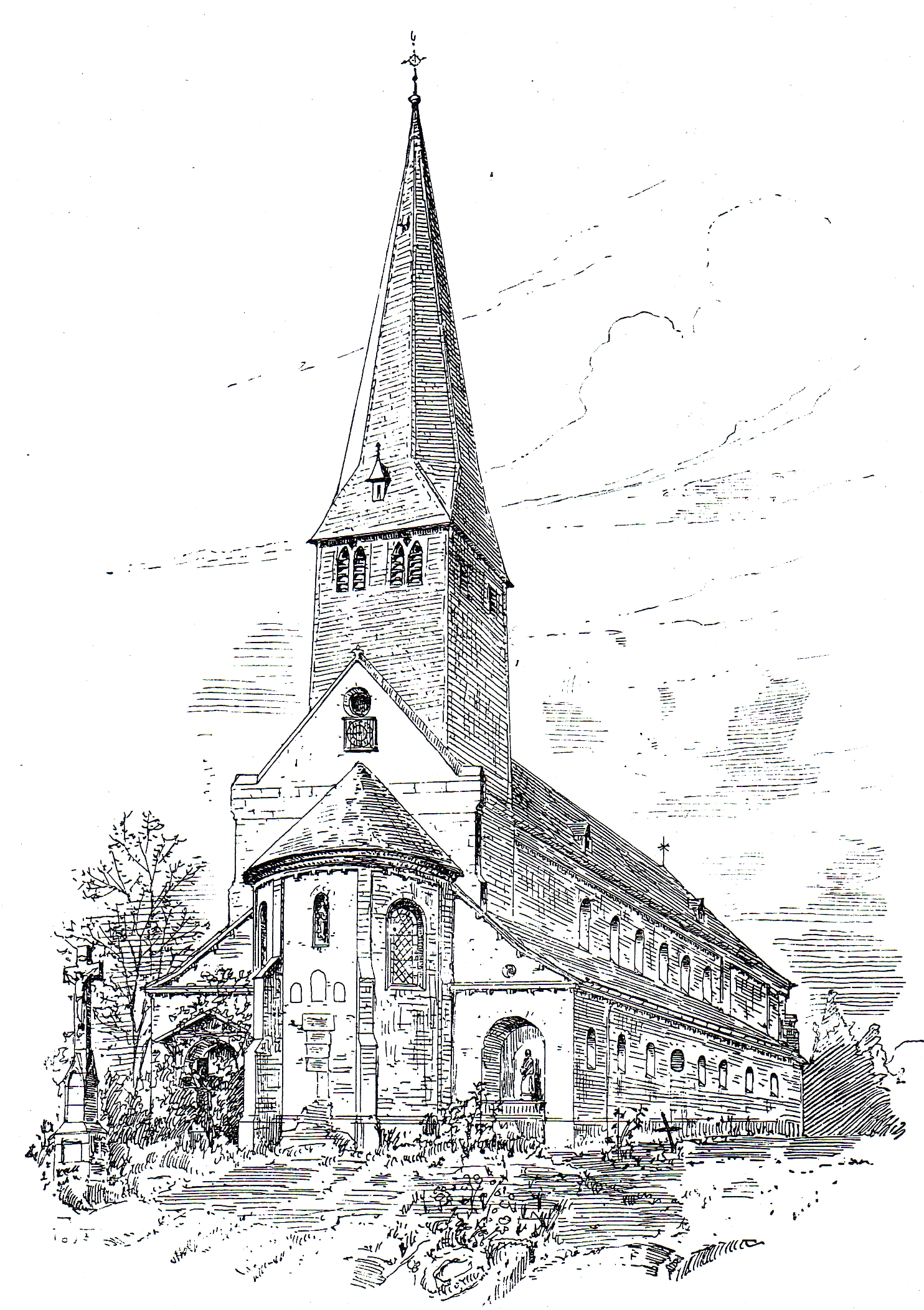
Ansicht 1905

Die Herren von Walberberg, von deren Burg noch der sogenannte Hexenturm aus dem 12. Jahrhundert zeugt, erwarben für ihre Eigenkirche Teile der von Erzbischof Anno nach Köln überführten Reliquien der heilgen Walburga. Für die Betreuung der bald darauf hierhin einsetzenden Wallfahrt wurde durch Erzbischof Philipp von Heinsberg ein Priesterkonvent an der Kirche gegründet. 1197 wurde er durch Erzbischof Adolf I. durch Zisterzienserinnen aus dem Kloster Hoven ersetzt. Nonnen von Walberberg besiedelten Kloster Lilienthal. Das Kloster wurde durch Erzbischof Dietrich 1447 in ein Männerpriorat umgewandelt. 1591 übernahmen Jesuiten aus Köln das Kloster.
An der Stelle der heutigen romanischen ehemaligen Klosterkirche ist eine kleine Saalkirche des 8. Jahrhunderts nachgewiesen. Kern der bestehenden Anlage ist ein Saalbau des frühen 11. Jahrhunderts mit eingerücktem Chor und Annexkapellen. In der zweiten Hälfte des 12. Jahrhunderts erfolgten eine Aufstockung des Mittelschiffs und Anbau der Seitenschiffe. Nach 1197 wurde im Westen eine Erweiterung mit Nonnenempore vorgenommen, um 1200 folgte die Erweiterung um die kreuzrippengewölbte Jodokuskapelle im südlichen Chorwinkel. Nach 1230 wurde der Chor in spätromanischen Formen neu aufgeführt. An der Stelle eines kleinen Dachreiters errichteten die Jesuiten nach Übernahme des Klosters 1591 über dem Chor der Kirche einen hohen, geschieferten Turm aus Holz, der von einer kleinen Turmkugel mit Metallstrahlen umgeben und mit Kreuz und Wetterhahn gekrönt war.
Nach Kriegszerstörung im Oktober 1944 wurde die Kirche in den 1950er Jahren wiederhergestellt, allerdings ohne Rekonstruktion des Chorturms. Ein neuer massiver Turm wurde 1962 in schlichten Formen und spitzem gotisierendem Turmhelm neben dem nördlichen Seitenschiff hinzugefügt.
Seit Oktober 2021 nutzt die örtliche evangelische Gemeinde die Kirche mit, nachdem die Martin-Luther-Kirche entweiht und abgerissen wurde.

## Glocken
Im Zweiten Weltkrieg mussten die Glocken abgeliefert werden, nur die kleine Glocke von Andreas Rodenkirchen aus dem Jahre 1879 blieb im Turm. Sie wurde beim Brand des hölzernen Turms 1944 zerstört. Zwei Glocken konnten nach dem Krieg auf dem Glockenfriedhof in Hamburg wiedergefunden werden: Maria, die zweitgrößte von Martin Legros 1745 gegossen, und die dritte, Johann Baptist von Cort von Stummel aus dem Jahre 1657. Die übrigen vier wurden 1984/85 von der Glockengießerei Mabilon angefertigt.
| Glocke | Name                        | Durchmesser | Masse   | Nominal (HT-1/16) | Gussjahr | Glockengießer           |
| ------ | --------------------------- | ----------- | ------- | ----------------- | -------- | ----------------------- |
| 1      | Petrus                      | 1500 mm     | 2163 kg | des1 –1           | 1985     | Mabilon & Co., Saarburg |
| 2      | Maria, Walburga und Jodocus | 1320 mm     | 1450 kg | es1 –1            | 1745     | Martin Legros, Malmedy  |
| 3      | Johann Baptist              | 1148 mm     | 1000 kg | ges1 +3           | 1657     | Cort von Stummel        |
| 4      | Walburga                    | 0980 mm     | 0550 kg | as1 +3            | 1984     | Mabilon & Co., Saarburg |
| 5      | Margarethe                  | 0870 mm     | 0370 kg | b1 +2             | 1984     | Mabilon & Co., Saarburg |
| 6      | Jodokus                     | 0810 mm     | 0325 kg | ces2 +1           | 1985     | Mabilon & Co., Saarburg |

## Orgel

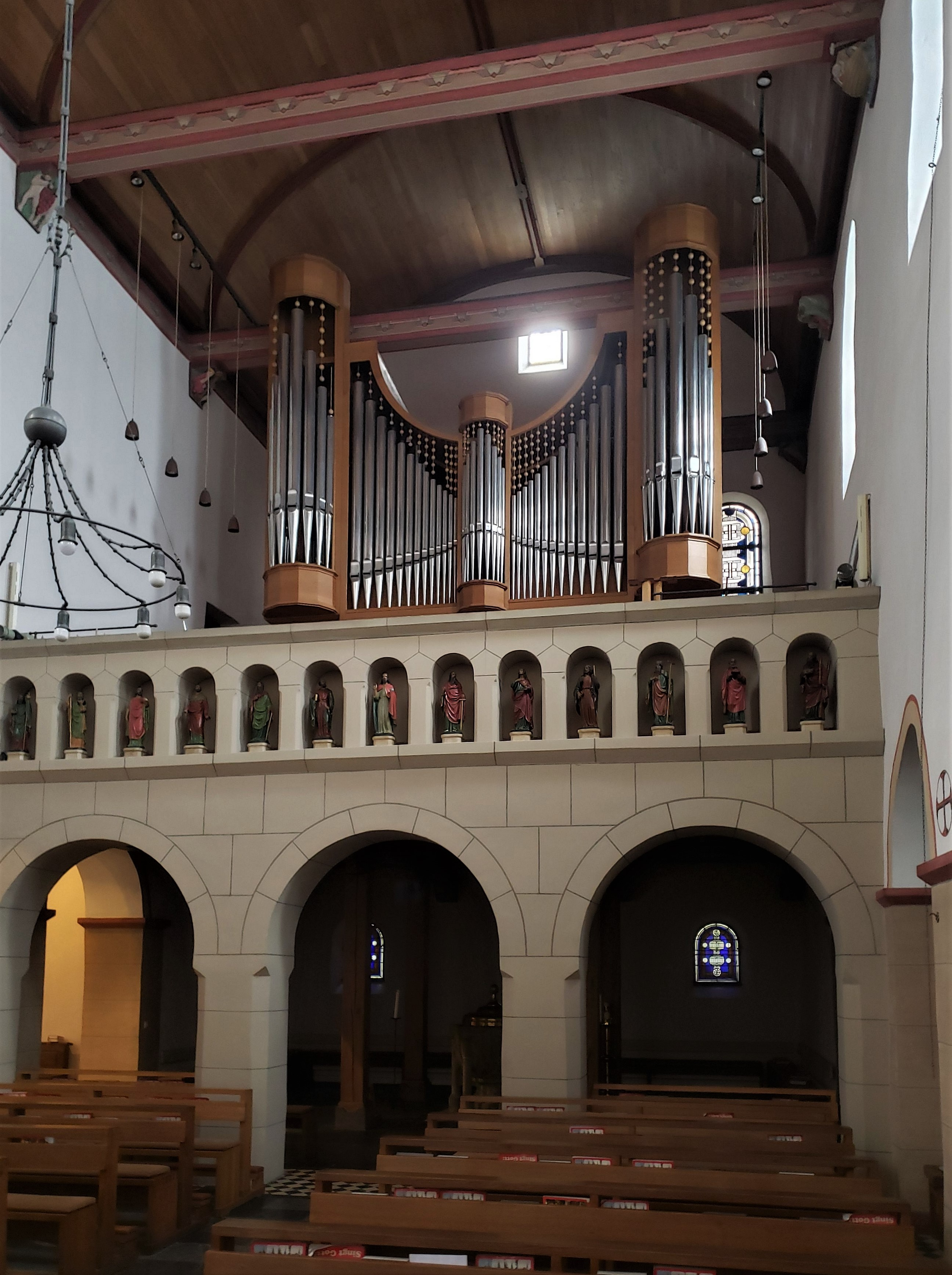
Orgelempore mit den restaurierten Apostelfiguren, die, wenn auch stark geschädigt, aus der kriegszerstörten Kirche gerettet werden konnten.

Die Orgel wurde 1994 von Orgelbau Weyland, Leverkusen-Hitdorf, gebaut. Sie hat 31 Register, drei Manuale, von denen das erste als Koppelmanual ohne eigenes Werk besteht. Die Traktur funktioniert rein mechanisch und hat keinerlei Hilfsmittel, ebenso die Koppeln. Die rein mechanischen Superkoppeln sind voll ausgebaut. Alle Koppeln korrespondieren zwischen Registratur und Fußschaltern (Pistons). Die Tremulanten für Hauptwerk und Schwellwerk sind frei einstellbar in Frequenz und Amplitude. Auch die Zungenabsteller innerhalb der Werke sind frei einstellbar.
Das Gehäuse ist selbsttragend aus massiver Spessarteiche. Die Traktur besteht aus Holz, die Wellen sind aus Metall. Der Violon 16' stammt noch von Franz Wilhelm Sonreck (1857).
| II Hauptwerk C–g3 |             |     |
| 1.                | Violon      | 16′ |
| 2.                | Prästant    | 8′  |
| 3.                | Rohrflöte   | 8′  |
| 4.                | Salicional  | 8′  |
| 5.                | Oktave      | 4′  |
| 6.                | Copula      | 4′  |
| 7.                | Superoktave | 2′  |
| 8.                | Cornett III |     |
| 9.                | Mixtur IV–V | 2′  |
| 10.               | Trompete    | 8′  |
|                   | Tremulant   |     |

| III Schwellwerk C–g3 |                  |        |
| 11.                  | Bordun           | 16′    |
| 12.                  | Holzflöte        | 8′     |
| 13.                  | Gamba            | 8′     |
| 14.                  | Vox coeleste     | 8′     |
| 15.                  | Prinzipal        | 4′     |
| 16.                  | Flûte octaviante | 4′     |
| 17.                  | Nasard           | 2 ⁄3′  |
| 18.                  | Flageolett       | 2′     |
| 19.                  | Terz             | 1 3⁄5′ |
| 20.                  | Piccolo          | 1′     |
| 21.                  | Fourniture IV    | 2 ⁄3′  |
| 22.                  | Basson           | 16′    |
| 23.                  | Oboe             | 8′     |
|                      | Tremulant        |        |

| Pedal C–f1 |             |     |
| 24.        | Kontrabass  | 16′ |
| 25.        | Subbass     | 16′ |
| 26.        | Violonbass  | 16′ |
| 27.        | Oktavbass   | 8′  |
| 28.        | Violflöte   | 8′  |
| 29.        | Tenoroktave | 4′  |
| 30.        | Posaune     | 16′ |
| 31.        | Tuba        | 8′  |

- Koppeln:
  - Normalkoppeln: II/I, III/I, II/P, III/P
  - Superkoppeln: III/I (ausgebaut), III/P
- Spielhilfen: Balanciertritt für Crescendo, Balanciertritt für die große Schwelljalousie, Balanciertritt für die Echojalousie, Setzer (512-fach) mit Sequenzer vor- und rückwärts, 2 programmierbare Crescendi, 3 programmierbare Festkobinate, Recall, Nachtigall